# فلوگلن
فلوگلن (به آلمانی: Flögeln) یک منطقهٔ مسکونی در آلمان است که در Geestland واقع شده‌است. فلوگلن ۶۲۶ نفر جمعیت دارد.